# Empoasca reflexa
Empoasca reflexa är en insektsart som beskrevs av Delong 1932. Empoasca reflexa ingår i släktet Empoasca och familjen dvärgstritar. Inga underarter finns listade i Catalogue of Life.